# Heinrich Carstensen Jensen

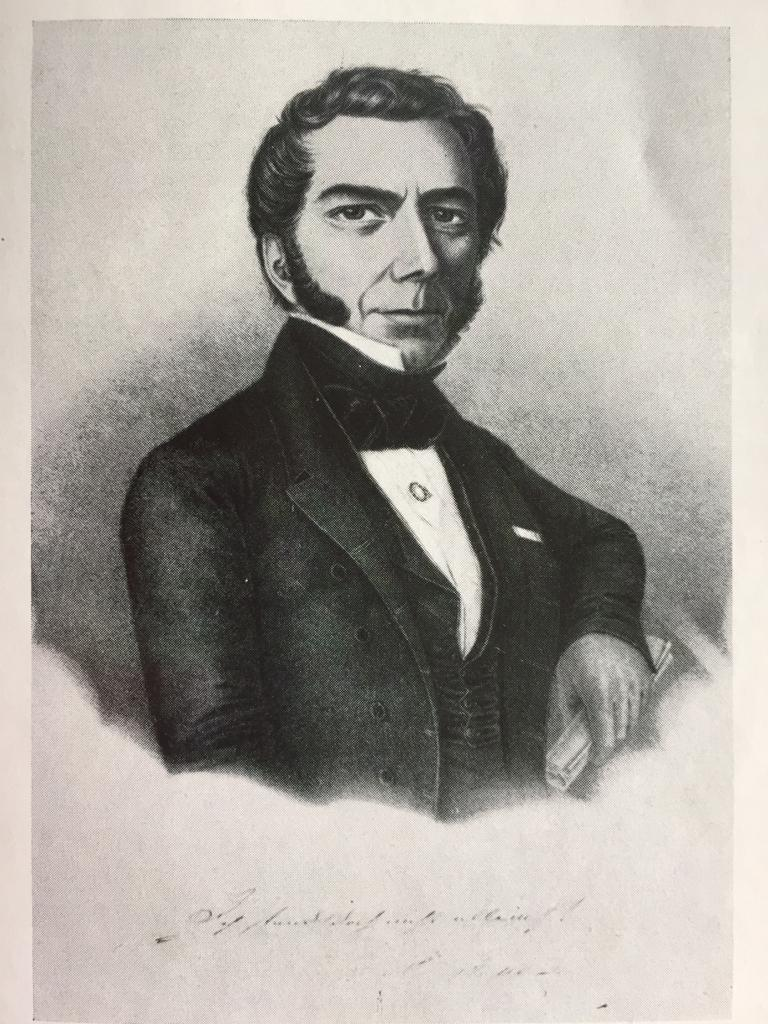
Heinrich Carstensen Jensen

Heinrich Carstensen Jensen (* 24. September 1789 in Flensburg; † 4. Juli 1860 ebenda) war ein dänischer Kaufmann. Als Politiker war er Mitglied der Schleswigschen Ständeversammlung sowie des Dänischen Reichsrats.

## Wirken als Unternehmer
Heinrich Carstensen Jensen war ein Sohn des Flensburger Kaufmanns Christian Jensen (* 29. August 1759 in Nordballig; † 15. Dezember 1831 in Flensburg) und dessen erster Ehefrau Catharina Magdalena Schmid (* 11. April 1770 in Flensburg; † 13. Dezember 1789 ebenda). Der Vater war als Sohn eines Bauern jung nach Flensburg gezogen und hatte sich dort zu einem der wichtigsten Kaufleute entwickelt. 1804 gab er bei dem Architekten Axel Bundsen ein klassizistisches gestaltetes Haus in Auftrag. Seine Mutter kam aus einer um 1800 in Flensburg erfolgreichen und gut situierten Kaufmannsfamilie. Nach dem Tod der ersten Ehefrau heiratete der Vater 1801 in zweiter Ehe Margaretha Dorothea Rinck (1785–1816).
Jensen selbst heiratete am 5. Dezember 1812 in Flensburg Catharina Maria Christiansen (* 15. Dezember 1786 in Flensburg; † 29. Juni 1829 ebenda). Sie war eine Tochter des Flensburger Grossisten Andreas Christiansen (1743–1811) und der Flensburgerin Maria Catharina, geborene Andresen (1747–1813). Andreas Christiansen, der Geschäfte in Dänisch-Westindien tätigte, gehörte das größte Handelshaus der Stadt. Ein Jahr nach der Hochzeit machte sich Jensen, der vier Töchter und drei Söhne hatte, offenbar mit Hilfe der Mitgift seiner Frau, als Kaufmann selbstständig. Er importierte zunächst Kolonialwaren und kaufte 1813 ein Frachtschiff für die Überfahrt nach Westindien. 1816 kam ein zusätzliches Schiff hinzu. Ab 1817 betätigte sich Jensen mit seinem Schwager Peter Petersen im Handel mit Island, wo sie eigene Niederlassungen gründeten. Zur Fahrt in den Mittelmeerraum unterhielt Jensen vier Schiffe, die mitunter Trampfahrten machten. Außerdem transportierten sie Waren aus der Ostsee und dem Nordlandraum insbesondere nach Bordeaux und Porto und nahmen von dort Waren mit zurück nach Flensburg.
1818 begann Jensen mit dem Walfang in Grönland und eröffnete eine eigene Tranküche. Gelegentlich ließ er die Walfänger auch in die Antarktis und nach Südamerika fahren. In der Handelsschifffahrt unterhielt er zumeist ungefähr zehn Schiffe. Neben der Trankocherei bemühte er sich, importierte Rohprodukte weiterzuverarbeiten. Westindischen Rohrzucker raffinierte er in einer eigenen Raffinerie. Darüber hinaus hatte er Mühlen für Ölsaat und Reis und verdiente viel Geld mit der Pacht von Austernbänken in Nordfriesland, deren Erträge er hauptsächlich nach Sankt Petersburg verkaufte.
Ab 1848 verlor Jensens Unternehmen an Bedeutung und musste 1857 Konkurs anmelden.

## Ehrenämter
Im Alter von 27 Jahren trat Jensen als Kirchgeschworener in den Vorstand der Flensburger Marienkirche ein. 1819 wurde er zum Deputierten (Ratsherren), 1822 zum Ältermann des Deputiertenkollegiums ernannt. Er dürfte die treibende Kraft hinter der Initiative gewesen sein, die 1833 das Selbstergänzungsrecht des Flensburger Magistrats und die Monopolstellung der Kaufleute durch ein Normativ ersetzte. Ab 1833 folgte seine Ernennung zum Mitglied des Magistrats und zum Senator der Stadt, wodurch er Mitglied mehrerer städtischer Kommissionen wurde. 1819 gründete er die Sparkasse, um 1825 die Witwen-Versorgungsanstalt und 1857 die Rönnekampsche Seemannsstiftung mit. Außerdem gehörte er dem Vorstand der Kleinkinderverwahranstalt und ab 1825 dem Direktorium der St.-Marien-Freischule an.
1835 verfasste Jensen die Schrift „Über Handel und Gewerbe“. Darin setzte er sich grundsätzlich für Zollfreiheit und Handel ein, um den Wirtschaftsliberalismus zu fördern. Falls wirtschaftlich notwendig, sollten gewerbliche Produkte jedoch durch Zölle geschützt werden. Auch danach setzte er sich dafür ein, den Handel zu fördern. So erreichte er Prämien für den Walfang und Erstattung von Zöllen für den Westindienhandel. Er setzte sich für neue Handelskammern, eine Flensburger Niederlassung der Nationalbank aus Kopenhagen und eine Wechselordnung ein, um den Zahlungsverkehr zu vereinfachen und den Handel besser zu organisieren und die Abhängigkeit der Stadt von Hamburg zu reduzieren. Diese Maßnahmen erfolgten im Frühjahr 1843. Damit geriet Jensen in Konflikte mit den nationalen Bewegungen in den Herzogtümern Schleswig und Holstein. Die holsteinische Ständeversammlung stimmte 1842 dem Antrag zu, statt einer dänischen Filialbank eine Flensburger Filiale einer Schleswig-Holsteinischen Landesbank einzurichten, wozu es dann allerdings nicht mehr kam.
Im Jahr 1831 gründete Jensen den „Flensburger Handelsverein“ und für diesen über viele Jahre als Direktor. Aus der umfangreichen Arbeit entstand 1871 die Flensburger Industrie- und Handelskammer.
Zu Auseinandersetzungen mit der nationaldänischen Partei führten hingegen die Frage des Eisenbahnbaus. Die Partei wollte eine „Querbahn“ schaffen, die von Flensburg über Husum nach Tönning führen sollte. Jensen unterstützte diesen Plan nicht, sondern gründete 1844 ein Komitee für eine „Längsbahn“, die Flensburg mit Schleswig und Rendsburg miteinander verbinden und nach Hamburg und Bremen weiterführen sollte. Diese Absichten, das Herzogtum Schleswig mit Holstein und Hamburg zu verbinden, unterstützten wiederum die Dänen nicht, sondern wollte eine mit Hamburg konkurrierende Handelsroute einrichten, die insgesamt von England bis nach Sankt Petersburg reichen sollte. Jensen ging gegen die dänischen Pläne nicht aus nationalen Erwägungen vor, sondern war der Meinung, dass eine Querverbindung dem Handel nicht die notwendigen Vorteile bringen würde und die Stadt Flensburg für seinen Im- und Export auf die Märkte Hamburgs und Bremens angewiesen sei.

## Politik
Ab den 1830er Jahren gerieten die Herzogtümer Schleswig und Holstein sowie auch Dänemark in den Einfluss der Julirevolution ausgehend von Frankreich. In den Herzogtümern wurde, wie auch anderswo in Europa, der Ruf nach einer Verfassung laut und Jensen konnte nicht vermeiden, sich selbst auch politisch einzubringen. Allerdings war ihm auch hier im Wesentlichen an der Förderung des Handels gelegen und er agierte so unabhängig von nationalen Bestrebungen jeweils für die Seite, die die Handelsinteressen aus seiner Sicht am besten förderte.
1831 traf er mit Uwe Jens Lornsen zusammen, der ihn überreden wollte, eine Petition für eine Verfassung in den Herzogtümern an den Dänischen König Friedrich VI. zu richten. Jensen, der wie auch andere Flensburger Persönlichkeiten eine Spaltung von Dänemark fürchtete, da damit auch die dänischen Absatzgebiete und Kolonien für die Kaufleute der Stadt verloren gehen würden, sah letztlich davon ab, zumal der König noch im gleichen Jahr der Bildung von Provinzialständeversammlungen zustimmte.
In der Folge folgte Jensen einem Ruf in die Versammlung „erfahrener Männer“ die Beratungen über eine schleswigsche Ständeversammlung führten. Diese wurde 1838 gegründet. Jensen zog als Repräsentant des 1. städtischen Bezirks in die Ständeversammlung ein und trat als einer der Wortführer in Erscheinung. Er trat für die Interessen von Handel, Industrie und Schifffahrt und damit insbesondere derer Flensburg, ein. Er gehörte dem Ausschuss für Städteordnung und mehreren wirtschaftspolitischen Ausschüssen an und nutzte für seine Ziele weitreichende Kontakte nach Hamburg und insbesondere Kopenhagen. Er verstand sich zunächst gut mit Herzog Christian August von Schleswig-Holstein-Sonderburg-Augustenburg, der wie er Pferde liebte und sprach hohe Beamte in der Deutschen Kanzlei an. In dringenden Angelegenheiten kontaktierte er König Christian VIII. selbst.
Ab den 1840er Jahren hatte Jensen aufgrund der nationalen Spannungen zwischen den Herzogtümern und dem Königreich Dänemark Probleme, seine Anliegen durchzusetzen. Er galt als liberal, ergriff aber weder Partei für die nationalliberale Bewegung Schleswig-Holsteins noch für die dänische Bewegung. Ihm war daran gelegen, die Wirtschaft Flensburgs und des Herzogtums Schleswig derart zu beleben, dass sich dadurch die soziale Situation der Bevölkerung verbesserte, die politischen Probleme beseitigte und zu Lebensumständen führte, die er in seiner Jugend erlebt hatte. Dabei schätzte er die wirtschaftliche Ausgangslage und die nationalen Konflikte falsch ein.
Während der Schleswig-Holsteinischen Erhebung folgte Jensen dem König und unterstützte Initiativen, um den Gesamtstaat zu erhalten. Nach dem Ende des Krieges wurde er 1851 zu einem von 21 „Notabeln“ ernannt, die sich in Flensburg mit der verfassungsrechtlichen Situation des Herzogtums Schleswig beschäftigten. 1854 und 1856/57 berief ihn der König in den Dänischen Reichsrat. Hier lehnte er dann allerdings Anträge dänisch-nationalliberal Gesinnter ab, die in Flensburg die deutsche durch die dänische Sprache ersetzen wollten. Ab 1853 gehörte er dem Magistrat und ab 1854 der Ständeversammlung an. Hier gelang es ihm zumindest teilweise, in Flensburg gemischte Rechts- und Verwaltungssprachen einzuführen. Damit entwickelte er sich zu einem Gegner der nationaldänischen Partei und verlor zunehmend politisch Gleichgesinnte.
Jensen war seit 1826 Königlicher Agent (Kommerzienrat) und wurde 1841 zum Ritter vom Dannebrog ernannt.